# Bernard Longley
Bernard Longley (né le 5 avril 1955 à Openshaw, Manchester) est un ecclésiastique anglais de confession catholique romaine. Il est ordonné évêque en 2003, et est nommé archevêque de Birmingham en 2009. Il dirige depuis 2011 le groupe catholique dans la troisième phase des discussions œcuméniques ARCIC entre catholiques et anglicans.

## Formation et premiers postes
Bernard Longley fait ses études au Xaverian College de Rusholme (dans la banlieue de Manchester), au Royal Northern College of Music de Manchester et au New College de l'université d'Oxford. Ordonné prêtre le 12 décembre 1981 pour le diocèse d'Arundel et Brighton, il a un premier poste de maître assistant à Epsom, et occupe également la fonction de chapelain pour les hôpitaux psychiatriques. 
De 1987 à 1996 il enseigne la théologie dogmatique dans son séminaire d'origine à Wonersh. En 1996 il est chargé des questions d'œcuménisme par la conférence des évêques catholiques d'Angleterre et du pays de Galles. Le 4 janvier 2003 il est nommé évêque auxiliaire pour l'archidiocèse de Westminster. Il porte le titre d'évêque titulaire de Zarna (de) et est consacré le 24 janvier par l'archevêque Cormac Murphy-O'Connor, assisté de l'évêque auxiliaire Arthur Roche et de Kieran Conry, évêque d'Arundel,.

## Évêque auxiliaire de Westminster
Au moment du départ du cardinal Murphy-O'Connor, dans les premiers mois de l'année 2009, Bernard Longley fait partie des personnalités les plus souvent citées pour sa succession. Ainsi le 12 mars 2009, The Times, The Telegraph relaient les pronostics de blogueurs italiens bien informés qui lui attribuent le poste. La chroniqueuse du Times brosse ainsi le portrait du favori : « courtois, consensuel, loyal envers Rome, humble, pasteur et organisateur très capable, ayant une bonne épaisseur intellectuelle, diplomate, et théologiquement conservateur ». Il serait également bien disposé envers le traditionalisme liturgique,. C'est en fait finalement l'archevêque de Birmingham, Vincent Nichols qui devient archevêque de Westminster le 4 avril 2009.

## Archevêque de Birmingham
Le 1er octobre 2009, Bernard Longley est nommé archevêque de Birmingham par le pape Benoît XVI. Il y succède à Vincent Nichols, devenu le nouvel archevêque de Westminster. La cérémonie d'installation de Bernard Longley à la tête de son archidiocèse a lieu le 8 décembre, fête de l'Immaculée Conception, dans la cathédrale Saint-Chad de Birmingham.
L'archevêque de Birmingham fait partie des premiers membres du conseil pontifical pour la promotion de la nouvelle évangélisation mis en place par le pape Benoît XVI en septembre 2010.
Bernard Longley est également nommé à la fin 2010 à la tête de la délégation catholique pour la troisième série de discussions ARCIC avec les anglicans.
Cette phase des discussions succède à une interruption provoquée par la survenue de la question de l'ordination des femmes ou d'évêques homosexuels dans certaines églises anglicanes. Elle démarre le 17 mai 2011. La nomination de Bernard Longley, qui a la réputation d'un théologien pointu et conservateur, est saluée par la chroniqueuse religieuse Ruth Gledhill comme un indice du sérieux avec lequel Rome envisage cette reprise des discussions.